# Erfgoed Brabant
Erfgoed Brabant és l'organització executiva independent encarregada de vetllar pel patrimoni de la província del Brabant del Nord (Països Baixos).
L'organització vol contribuir a «ancorar el patrimoni com a valor fix i nutritiu dins de la societat i sobretot al Brabant del Nord». Ho intenta aconseguir conscienciant sobre el patrimoni, donant suport als que ja se n'ocupen i forjant o reforçant els vincles entre organismes de patrimoni. Erfgoed Brabant publica llibres, dona cursos i organitza conferències.